# アーグルトン

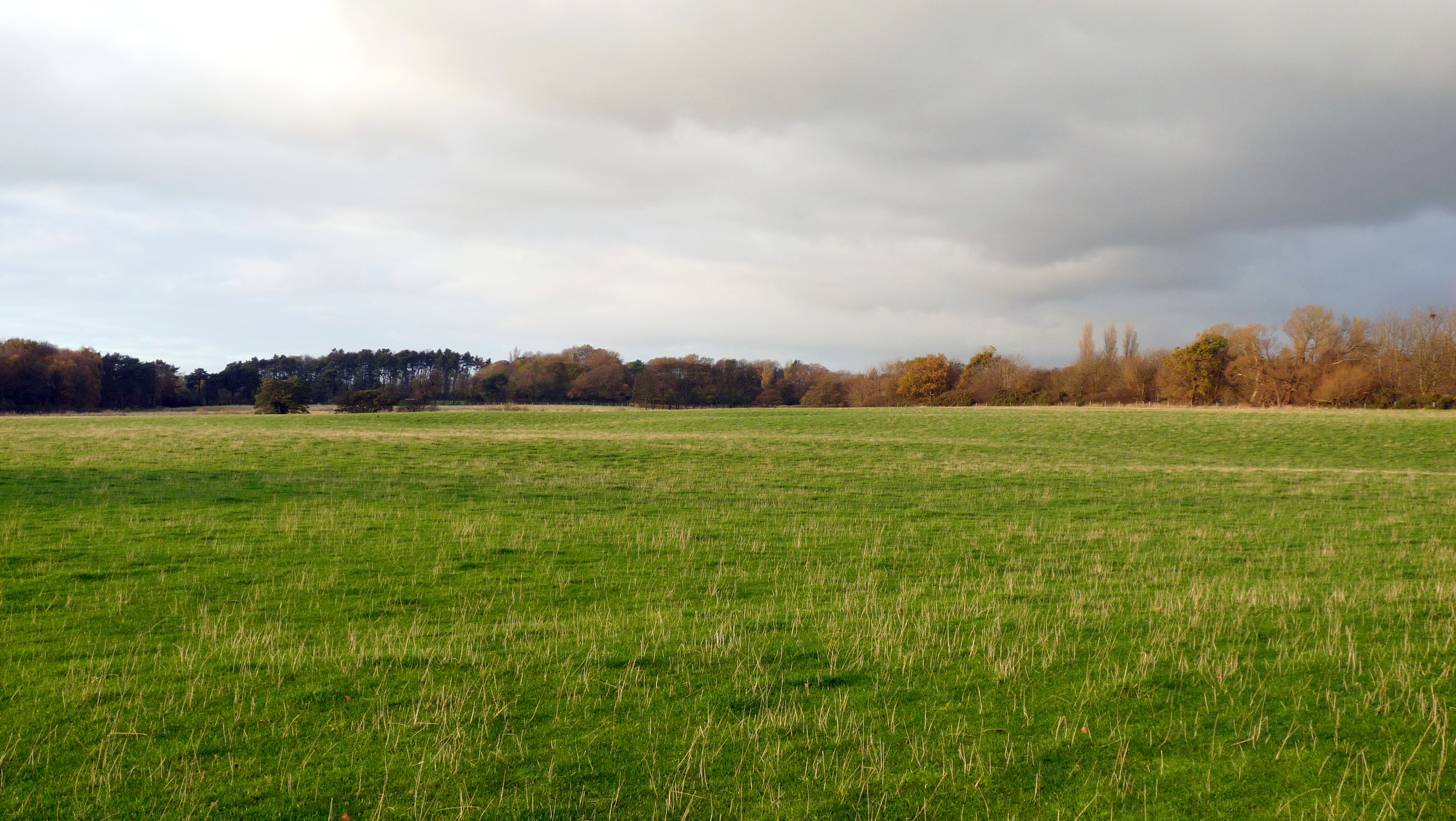
オートンのボールドレーン（Bold Lane）から見た「アーグルトン」の所在地

アーグルトン（Argleton）は、Googleが提供する地図上に存在した、実在しない町である。
2009年12月中旬に訂正が行われるまで、この地名はイギリス・イングランドのランカシャー州オートンに近接した位置に表示されていた。しかし、実際のこの場所には空き地が広がっている。

## Google上の「アーグルトン」
Google マップおよびGoogle Earthで表示されていた「アーグルトン」の位置は、北緯53度32分35秒 西経2度54分43秒 / 北緯53.543度 西経2.912度座標: 北緯53度32分35秒 西経2度54分43秒 / 北緯53.543度 西経2.912度だった。ここはランカシャー州ウエスト・ランカシャーにある人口約8000人の村・オートンの村域内で、リヴァプールとヨークとを結ぶ幹線道路A59 (A59 road) がすぐ近くを走っている。
Googleのデータは他のオンライン情報サービスにも利用されているため、「アーグルトンの天気」「アーグルトンの不動産」「アーグルトンの求人」といった、あたかもこの町が実在するかのような情報が多数リストアップされることになった。これら「アーグルトン」と関連付けられた人や事業やサービス自体は、同じ郵便番号L39の地域内にある実在のものである。

## 発見と流行
実在しない町「アーグルトン」に気づいて最初に反応したのは、オートンの隣町オームスカークでウェブサービス会社の社長を務めるマイク・ノーラン（Mike Nolan）であった。ノーランは2008年9月、インターネット上で実在するかのように振る舞う「幽霊集落」のことを自身のブログに書き込んだ。
2009年はじめ、ノーランの同僚であるロイ・ベイフィールド（Roy Bayfield）によって詳しい調査が試みられた。特別な何かがあるのかどうかグーグル・マップが指し示す位置を実際に歩いたベイフィールドは、マジックリアリズムや心理地理学において現実と虚構が混交する「架空の土地」を引き合いに出しながら、「アーグルトン」は「一見普通だった」（deceptively normal）と自身のブログに報告した。「アーグルトン」の発見と探索をめぐる物語は、まず地元のメディアによって取り上げられた。
2009年11月には「Googleマップには存在するが、現実には存在しない町」が世界中のメディアの注目を集めるようになり、インターネット上でも大きな流行を呼んだ。Googleにおける"Argleton"の検索結果は、2009年11月4日現在で25,000件、同年12月23日には249,000件にまで増加した。Twitterでも"Argleton"はよく使われるハッシュタグとなった。「アーグルトンでこのTシャツを買ってきた」とか「ニューヨーク、パリ、アーグルトン」であるとかいった文字をプリントした商品を販売するサイトも登場した。argleton.comというドメインを取得した人々は、以下のようなメッセージを記している。
| 「 | What the hell are they talking about? We, the good citizens of Argleton do exist. Here we are now! 日本語翻訳：一体何を言ってるんだ？ アーグルトンの住民はここにいる、今ここに！ | 」 |

## 説明
アーグルトンという存在を説明する一つの方法は「著作権トラップ」である。トラップストリートのように地図の著作権侵害をとらえるため故意に誤情報が加えられることはあるが、一般にこれほど目立つような形では行われない。Googleがわざと「アーグルトン」を記したと疑う人々は"Argle"が"Google"と同じような響きであるとか、"Argleton"は"Not Large"や"Not Real G"（GはGoogleのG）のアナグラムであるとかいった解釈をおこなっている。
あるいは単に"Aughton"をスペリングミスしたものである可能性もある。英国地図学協会会長のダニー・ドーリング（Danny Dorling）教授は、「他愛もない間違い」以上の何者でもないとみなしている。
Googleのスポークスマンは「情報の大部分は正確だが、たまに誤りもある」とコメントしており、利用者に誤りをデータ提供者に知らせるよう勧めている。Googleマップにデータを提供しているのは、オランダに本拠を持つテレアトラス社である。同社は、このような「異常」がデータベースに混入した理由についての説明を行わず、「アーグルトン」は地図から除去されるだろうと述べた。情報の訂正は2009年12月中旬に行われ、以降 Google Map 上でも「アーグルトン」を見つけることはできない。